# Пожарский район

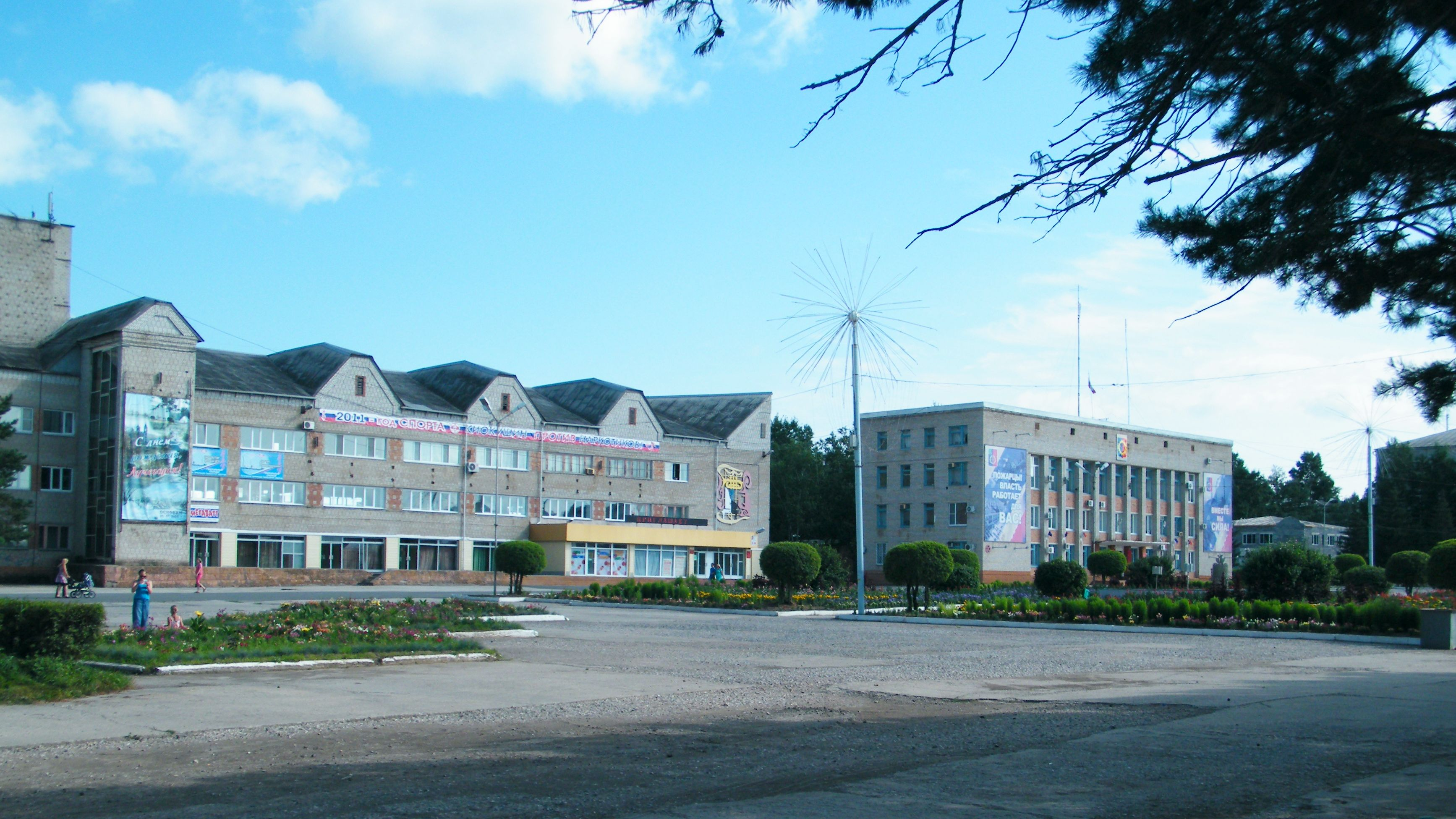
Районный центр Лучегорск, дворец культуры и здание администрации

Пожа́рский округ — административно-территориальная единица (район)  в Приморском крае России. В рамках организации местного самоуправления ему соответствует муниципальное образование Пожарский муниципальный округ (с 2004 до 2022 гг. — муниципальный район).
Административный центр — посёлок городского типа Лучегорск.

## География
Общая протяжённость границы округа составляет примерно 1255,4 км, из них 526,1 км — часть границы с Хабаровским краем и 76,6 км — часть границы с Китайской Народной Республикой. Граница состоит из пяти основных участков. Площадь района составляет 22 670 км².
Пожарский округ раничит на севере с Хабаровским краем, на востоке — с Тернейским, на юге — с Красноармейским, на юго-западе — с Дальнереченским районами, на западе проходит Государственная граница Российской Федерацией с Китайской Народной Республикой.
Протяжённость округа  с севера на юг от 40 до 120 км, с запада на восток превышает 300 км.
На территории Пожарского округа близ села Красный Яр находится национальный парк «Бикин». Это крупнейшая ООПТ юга Дальнего Востока и один из крупнейших национальных парков России, на территории которого выявлен 51 вид млекопитающих.
Рельеф

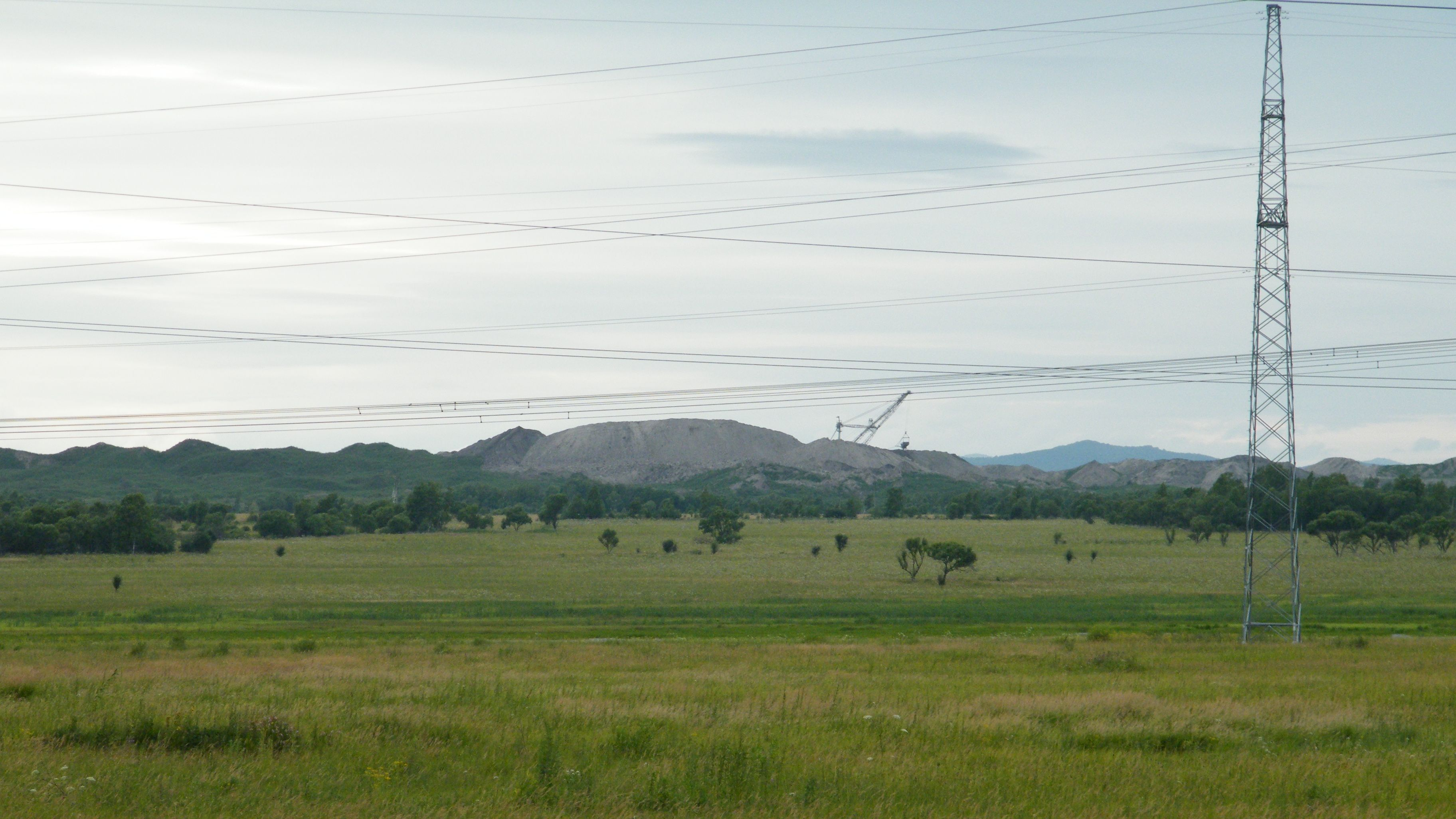
Лучегорский угольный разрез

Большую часть округа занимает бассейн реки Бикин. Рельеф разнообразен — от плоских равнин (Алчанская марь) до расчленённого среднегорья. В районе находится высшая точка всего Приморского края — гора Аник (1932 м).
Запад территории (долина реки Уссури и нижнее течение реки Бикин) характеризуется равнинным и низкогорным рельефом. Долины рек широкие, местами заболоченные. Над холмистыми равнинами лишь местами поднимаются сопки. Наиболее высоки они по границам района — хребет Стрельникова (до 944 м), гора Синяя (1115 м). К востоку бассейн Бикина сужается, обрамляющие его водоразделы становятся выше и круче. Восток округа  наиболее возвышен. На водоразделе рек Бикин и Максимовки горы поднимаются до 1758 м, а на водоразделе Бикина и Хора до 1932 м (Аник). Верхние левые притоки Бикина (реки Зева и Килоу) стекают с обширного Зевинского плато, плавно понижающегося от 1000 м на главном водоразделе Сихотэ-Алиня до 500—600 м в районе реки Бикин. Реки здесь текут в глубоких V-образных долинах до 200—300 м глубиной.

## История
Район был образован 14 сентября 1939 года.
Пожарский район получил название в память о Герое Советского Союза — Иване Алексеевиче Пожарском, погибшем во время боев с японцами у озера Хасан в 1938 году.
В марте 1969 года между Советским Союзом и Китайской Народной Республикой разгорелся пограничный конфликт из-за уссурийского острова Даманский.
19 мая 1991 года остров Даманский окончательно перешёл под юрисдикцию КНР.

## Население
| 1959    | 1970    | 1979    | 1989    | 1992    | 2002    | 2005    | 2006    | 2007    |
| ------- | ------- | ------- | ------- | ------- | ------- | ------- | ------- | ------- |
| 13 019  | ↗16 298 | ↗24 003 | ↗35 826 | ↗37 000 | ↘34 120 | ↘34 018 | ↘33 638 | ↘33 412 |
| 2008    | 2009    | 2010    | 2011    | 2012    | 2013    | 2014    | 2015    | 2016    |
| ↘33 118 | ↘33 095 | ↘31 086 | ↘31 005 | ↘30 494 | ↘30 090 | ↘29 547 | ↘29 284 | ↘29 018 |
| 2017    | 2018    | 2019    | 2020    | 2021    | 2022    | 2023    | 2024    |         |
| ↘28 553 | ↘28 109 | ↘27 611 | ↘27 306 | ↘25 043 | ↘24 811 | ↘24 402 | ↘24 093 |         |

### Урбанизация
Городское население (посёлок городского типа Лучегорск) составляет  70,42 % от всего населения района.
Размещение населения
Размещение населения характеризуется следующими данными:
При проведении переписи в Пожарском округе был зафиксировано 1 сельский населенный пункт, в котором население фактически не проживало. В целом по Приморскому краю количество таких населенных пунктов составило 11, и по сравнению с прошлой переписью увеличилось в 2.8 раз.
Более половины сельских жителей округа  (55.4 %) проживает в сельских населенных пунктах с числом жителей более 1 тысячи. 
Гендерный состав
По данным переписи 2010 года сохранилось характерное для населения всей России значительное превышение численности женщин над численностью мужчин, которое в Пожарском районе составило 1.6 тыс. человек против 1.3 тыс. человек в 2002 году. Переписью учтено 14.8 тыс. мужчин и 16.3 тыс. женщин, или 47,5 % и 52,5 % (в 2002 году — 48,1 % и 51,8 %). Ухудшение соотношения полов происходит из-за высокой смертности мужчин трудоспособных возрастов.
На 1000 мужчин в Пожарском округе в 2010 г. приходилось 1107 женщин, в 2002 г.- 1076.
По данным переписи 2010 г. в крае устойчивое преобладание численности женщин над численностью мужчин отмечается с 42-летнего возраста. В целом по Приморскому краю преобладание численности женщин над численностью мужчин отмечается с 35-летнего возраста.
Возрастной состав
Заметные изменения произошли в возрастном составе населения. В Пожарском районе средний возраст в 2010 году составил 38.5 лет, в том числе у мужчин — 36.7, а у женщин — 40.2 лет (в 2002 г. — 35.0 лет, 33.4 и 36.5 лет, соответственно). За 8 лет пожарцы постарели на 3.5 года, мужчины — на 1.7 лет, женщины — на 3.7 года.
Численность населения по основным возрастным группам изменилась следующим образом:
Продолжающийся процесс демографического старения населения привел к увеличению в крае численности населения старше трудоспособного возраста на 1431 человек (на 29 %).
Численность населения моложе трудоспособного возраста сократилась на 1699 человек (на 23,1 %). В межпереписной период из этой группы вышло многочисленное поколение родившихся в 80-х годах прошлого столетия, а в возраст 8-15 лет вступило малочисленное поколение родившихся в 1990-х годах, что привело к снижению численности детей и подростков в возраст 8-15 лет на 38,5 % (2745 человек).
Численность населения в трудоспособном возрасте за межпереписной период сократилась на 2639 человек (на 12,2 %). Свыше половины (51.7 %) населения трудоспособного возраста составили лица в возрасте старше 44 лет.
Демографическая нагрузка
Существенное увеличение численности населения старше трудоспособного возраста привело к росту показателя демографической нагрузки (числа лиц нетрудоспособного возраста, приходящихся на население трудоспособного возраста) для населения Пожарского района в целом.
Переписью 2010 года учтено 4 женщины, достигших возраста 95-96 лет и 2 мужчины, достигших 90 лет.

## Населённые пункты
В Пожарском округе (муниципальном округе)  24 населённых пункта, в том числе 1 городской населённый пункт (посёлок городского типа) и 23 сельских населённых пункта (из них 22 села и 1 железнодорожный разъезд).
| №  | Населённый пункт | Тип      | Население (чел.) | Бывшее муниципальное образование      |
| -- | ---------------- | -------- | ---------------- | ------------------------------------- |
| 1  | Лучегорск        | пгт      | ↘16 967          | Лучегорское городское поселение       |
| 2  | Алчан            | село     | ↘24              | Федосьевское сельское поселение       |
| 3  | Буйневич         | ж.д. рзд | ↘6               | Игнатьевское сельское поселение       |
| 4  | Бурлит           | село     | ↘223             | Федосьевское сельское поселение       |
| 5  | Верхний Перевал  | село     | ↘1316            | Верхнеперевальское сельское поселение |
| 6  | Губерово         | село     | ↘631             | Губеровское сельское поселение        |
| 7  | Емельяновка      | село     | ↘60              | Игнатьевское сельское поселение       |
| 8  | Знаменка         | село     | ↘177             | Губеровское сельское поселение        |
| 9  | Игнатьевка       | село     | ↘513             | Игнатьевское сельское поселение       |
| 10 | Каменушка        | село     | ↘0               | Губеровское сельское поселение        |
| 11 | Красный Яр       | село     | ↘551             | Краснояровское сельское поселение     |
| 12 | Ласточка         | село     | ↘178             | Игнатьевское сельское поселение       |
| 13 | Нагорное         | село     | ↘522             | Нагорненское сельское поселение       |
| 14 | Никитовка        | село     | ↘174             | Пожарское сельское поселение          |
| 15 | Новостройка      | село     | ↘1056            | Губеровское сельское поселение        |
| 16 | Олон             | село     | ↗38              | Краснояровское сельское поселение     |
| 17 | Охотничий        | село     | ↗14              | Краснояровское сельское поселение     |
| 18 | Пожарское        | село     | ↘1263            | Пожарское сельское поселение          |
| 19 | Светлогорье      | село     | ↘1396            | Светлогорское сельское поселение      |
| 20 | Соболиный        | село     | ↘189             | Соболинское сельское поселение        |
| 21 | Совхоз Пожарский | село     | ↘212             | Пожарское сельское поселение          |
| 22 | Стрельниково     | село     | ↘11              | Верхнеперевальское сельское поселение |
| 23 | Федосьевка       | село     | ↗468             | Федосьевское сельское поселение       |
| 24 | Ясеневый         | село     | ↘274             | Соболинское сельское поселение        |

## Муниципальное устройство
В рамках организации местного самоуправления в границах района функционирует Пожарский муниципальный округ (с 2004 до 2022 гг. — Пожарский муниципальный район).
С декабря 2004 до марта 2022 гг.  в существовавший в этот период Пожарский муниципальный район входили 10 муниципальных образований, в том числе 1 городское поселение и 9 сельских поселений.
| №  | Муниципальное образование             | Административный центр | Количество населённых пунктов | Население (чел.) | Площадь (км²) |
| -- | ------------------------------------- | ---------------------- | ----------------------------- | ---------------- | ------------- |
| 1  | Лучегорское городское поселение       | пгт Лучегорск          | 1                             | 17 437           | 4,25          |
| 2  | Верхнеперевальское сельское поселение | село Верхний Перевал   | 2                             | 969              | 2,40          |
| 3  | Губеровское сельское поселение        | село Новостройка       | 4                             | 1529             | 132,90        |
| 4  | Игнатьевское сельское поселение       | село Игнатьевка        | 4                             | 623              | 104,00        |
| 5  | Краснояровское сельское поселение     | село Красный Яр        | 3                             | 487              | 8000,75       |
| 6  | Нагорненское сельское поселение       | село Нагорное          | 1                             | 522              | 146,00        |
| 7  | Пожарское сельское поселение          | село Пожарское         | 3                             | 1103             | 21,21         |
| 8  | Светлогорское сельское поселение      | село Светлогорье       | 1                             | 1396             | 3,90          |
| 9  | Соболинское сельское поселение        | село Соболиный         | 2                             | 352              | 282,75        |
| 10 | Федосьевское сельское поселение       | село Федосьевка        | 3                             | 625              | 109,50        |

Законом от 28 марта 2022 года все городское и сельские поселения со всем муниципальным районом были упразднены и преобразованы путём их объединения в муниципальный округ.

## Гимн Пожарского муниципального района
Мы в районе живём Пожарском. 

Эта песня о нём, родном,

С Лучегорском его, с Даманским

И с грядущим счастливым днём.

Нам природа дала, пожарцам,

Сопки, реки, тропу в тайге.

Здесь живут по законам братства

Вместе русские и удэге.
Припев:
Ты сердце радуешь земными красками,
Безмерной щедростью лесов, полей,
Земля любимая, земля Пожарская,
Частица славная страны моей.
Здесь богатства тайги и уголь,

В зорях радостных небосклон.

Прометеевым светом округу

Озарил Пожарский район.

Весь дорогами он опоясан,

Сквозь просторы его пролёг

Путь великий, которым связан

Со столицею Владивосток.
Припев:
Ты сердце радуешь земными красками,
Безмерной щедростью лесов, полей,
Земля любимая, земля Пожарская,
Частица славная страны моей.
— слова В. К. Лебедева, музыка С. А. Денисовой

## Экономика
- Добыча бурого угля на Лучегорском угольном разрезе.
- Получение электроэнергии на Приморской ГРЭС.
- Сельское хозяйство.
- Через Пожарский район проходит Транссибирская магистраль, в районе находятся крупная железнодорожная станция Губерово.[32]
- Источник минеральной воды «Ласточка».
- Лесная промышленность.